# 한국등산연구소
한국등산연구소는 대한민국의 산안 연구소이다. 김영도가 설립한 이후 해외 산악 도서들을 번역해 대한민국에 보급하는 역할을 하고 있다.

## 참고 자료
“한국등산연구소”. 지식백과.